# Liste der Baudenkmäler in Holzkirchen (Oberbayern)

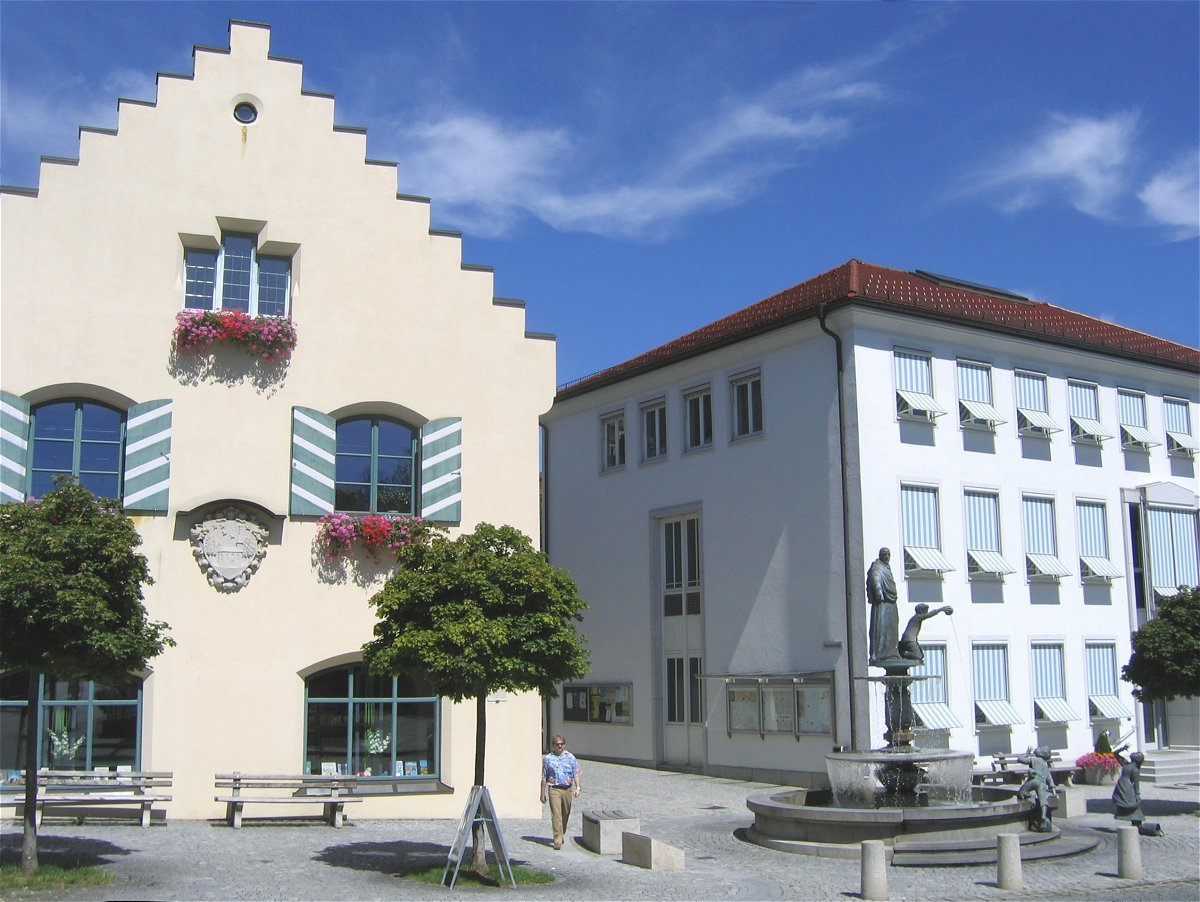
Das alte Rathaus (links) und das neue Rathaus (rechts) der Marktgemeinde Holzkirchen.

Auf dieser Seite sind die Baudenkmäler in dem oberbayerischen Markt Holzkirchen zusammengestellt. Diese Tabelle ist eine Teilliste der Liste der Baudenkmäler in Bayern. Grundlage ist die Bayerische Denkmalliste, die auf Basis des Bayerischen Denkmalschutzgesetzes vom 1. Oktober 1973 erstmals erstellt wurde und seither durch das Bayerische Landesamt für Denkmalpflege geführt wird. Die folgenden Angaben ersetzen nicht die rechtsverbindliche Auskunft der Denkmalschutzbehörde.

## Ensembles

### Ensemble Autobahnmeisterei Holzkirchen
Die Autobahnmeisterei Holzkirchen und die zugehörigen Arbeiterwohnhäuser bilden in ihrer geschichtlichen Bedeutung ein Ensemble. Die Baugruppe ist ein signifikantes Zeugnis für den stark geförderten Ausbau der Reichsautobahnen während der NS-Diktatur, dies einerseits zur ständigen Förderung des Individualverkehrs, aber ebenfalls als Ausbauprojekt kriegswichtiger Infrastrukturen. 
Schon im Jahr 1933 begannen die Nationalsozialisten mit den Planungen zum Ausbau der Reichsautobahnen. Im damaligen Reichsgebiet entstanden bis 1943 etwa 3.900 Kilometer Autobahnen und etwa 3.000 Kilometer waren in Teilen bereits vorbereitet. Diese stellen somit das flächenmäßig größte bauliche Zeugnis der NS-Diktatur dar. Im November 1933 wurde mit dem Bau der 126 Kilometer langen Autobahn nach Salzburg in München begonnen. In jedem Jahr wurden Teilabschnitte für den Verkehr freigegeben, bis die Autobahn im Februar 1939 die Landesgrenze erreicht hatte. Schon im Dezember 1938 war die Autobahn von Ulm über Augsburg nach München fertig gestellt worden, im Jahr 1940 wurde der Bau der A9 von Nürnberg bis München, Anschlussstelle Freimann, abgeschlossen. Für den Unterhaltungs- und Betriebsdienst wurden entlang der neuen Straßenzüge Autobahnmeistereien eingerichtet, die in erweiterter Form heute noch bestehen. 
Die Holzkirchner Meisterei wurde mit der dazugehörigen Wohnsiedlung mit vier Doppelhäusern 1936 in Betrieb genommen. Den Entwurf der Autobahnmeisterei Holzkirchen und der zugehörigen Arbeiterwohnhäuser hatte der Münchner Architekt Gustav Gsaenger in Zusammenarbeit mit den Reichsautobahnen Oberste Bauleitung München gefertigt. Die Gesamtanlage besteht aus dem Betriebsgebäude, einem zweigeschossigen Satteldachbau mit Eingangsloggia mit Bögen und dem anschließenden Garagenbau sowie einem einzeln dazu stehenden hölzernen Wirtschaftsbau. Über die Bundesstraße hinweg – und anfänglich über einen Kreisel getrennt – liegt die Gruppe der vier Doppelhäuser für die Arbeiter. Diese sind straßenseitig über niedrige Mauern verbunden und habe im Garten jeweils einen hölzernen Stadel. Die als Putzbauten errichteten Gebäude besitzen Flachsatteldächer, weisen rund- oder segmentbogige Öffnungen auf und haben Klappläden. In dieser Weise sind die Bauten im Heimatstil nach örtlichen, also oberländischen Formen gestaltet. Die Anlage aus Autobahnmeisterei mit Nebengebäuden und den Arbeiterhäusern ist als zusammengehöriges Platzbild bis jetzt überliefert. Wenngleich an den Bauten insbesondere im Inneren Veränderungen vorgenommen worden sind, ist das Platzbild bis jetzt anschaulich erhalten und ist eines der wenigen baulichen Zeugnisse für die Anlage von Reichsautobahnen in der NS-Zeit.
Aktennummer: E-1-82-120-1

## Baudenkmäler nach Ortsteilen

### Holzkirchen
| Lage                                   | Objekt                                                    | Beschreibung | Akten-Nr.     | Bild                                                      |
| -------------------------------------- | --------------------------------------------------------- | --- | ------------- | --------------------------------------------------------- |
| Abt-Kaspar-Straße 25 (Standort)        | Bildstock                                                 | Tuffpfeiler mit Laternenaufsatz, 17. Jahrhundert | D-1-82-120-1  | Bildstock                                                 |
| Frühlingstraße 6 (Standort)            | Ehemaliger Einfirsthof, sogenannter Angerbauer            | später Krankenhaus, dann sogenannte Kleinkinderbewahranstalt, zweigeschossiger Flachsatteldachbau mit Kniestock, Giebellaube und reich geschnitzten Pfettenköpfen in Drachenform, 1844, bauzeitliches Dachtragwerk durchgehend über modern ausgebautem Wirtschaftsteil                                                                                                  | D-1-82-120-85 | Ehemaliger Einfirsthof, sogenannter Angerbauer            |
| Haidstraße 7 (Standort)                | Villa, sogenannte Glaservilla                             | Zweigeschossiger steilgiebeliger Satteldachbau mit dreiseitig geschlossenem Schopfwalmgiebel nach Osten und halbrundem Treppenturm im Nordwesten, sowie Freitreppe, Steherker und Terrasse, von Emanuel von Seidl, 1910, Erweiterung nach Norden 1914 Villengarten, zugehöriger Garten, 1910 Teepavillon, kleiner offener Zentralbau mit hölzerner Säulenstellung, 1910 | D-1-82-120-66 | Villa, sogenannte Glaservilla                             |
| Marktplatz 1 (Standort)                | Rathaus, sogenanntes Altes Rathaus                        | Zweigeschossiger giebelständiger Satteldachbau mit Treppengiebeln in neugotischen Formen, 1842 und 1896, im Kern wohl 17./18. Jahrhundert | D-1-82-120-2  | weitere Bilder                                            |
| Marktplatz 7 (Standort)                | Wohn- und Geschäftshaus                                   | Dreigeschossiger Flachsatteldachbau mit Mezzanin, Eisenbalkon und Stuckgliederung in Neurenaissanceformen, um 1890/1900 | D-1-82-120-3  | weitere Bilder                                            |
| Marktplatz 10 a (Standort)             | Ehemaliger Brauereigasthof                                | Stattlicher dreigeschossiger Flachsatteldachbau mit Mezzanin und traufseitig übergiebeltem Risalit, im Kern 16./17. Jahrhundert, Erneuerungen Ende 18. Jahrhundert, 1928 und nach 1945, Fassadenmalereien modern | D-1-82-120-5  | weitere Bilder                                            |
| Marktplatz 18 a (Standort)             | Ehemaliges Nebengebäude der Brauerei Oberbräu             | Zweigeschossiger Satteldachbau mit Putzgliederung, um 1840, im Kern wohl älter | D-1-82-120-67 | Ehemaliges Nebengebäude der Brauerei Oberbräu             |
| Marktplatz 19 (Standort)               | Wohn- und Geschäftshaus                                   | Dreigeschossiger mehrgliedriger Eckbau mit Putzgliederung, zwei Giebeln und Eckerkerturm in Formen des Historismus, von Löhnes, 1896 | D-1-82-120-6  | Wohn- und Geschäftshaus                                   |
| Marktplatz 20 (Standort)               | Gasthof                                                   | Dreigeschossiger Mansarddachbau mit Schopf und Stuckgliederung in Neurenaissanceformen, 1892, im Kern älter | D-1-82-120-7  | Gasthof                                                   |
| Marktplatz 21 (Standort)               | Alte katholische Pfarrkirche St. Laurentius               | Barocker Saalbau mit eingezogenem Polygonalchor, nördlichem Oratoriengang mit Kapellen und Westturm, erbaut 1711 über älterer Grundlage, Oratoriengang 1758, westliche Erweiterung 1838–40, Turmhelm 1857; mit Ausstattung | D-1-82-120-8  | weitere Bilder                                            |
| Marktplatz (Standort)                  | Kriegerdenkmal                                            | zur Erinnerung an die Gefallenen des Ersten und Zweiten Weltkriegs, Mauer aus Tuffsteinquadern mit zwei Brunnenschalen und Bassin, auf mittig erhöhtem Sockel kniende Soldatenfigur mit Knaben aus Muschelkalk, mit flankierenden Tuffsteinbänken, 1923, nach Plänen von Carl Wegele; nach 1945 um Inschriftentafeln ergänzt.                                           | D-1-82-120-86 | weitere Bilder                                            |
| Münchner Straße 42 (Standort)          | Bildstock                                                 | Nachbarocker Tuffsteinstock mit Bildnische, Anfang 19. Jahrhundert | D-1-82-120-9  | Bildstock                                                 |
| Oskar-von-Miller-Platz 8, 9 (Standort) | Friedhofs- und Pestkapelle Unserer Lieben Frauen          | Kleiner Satteldachbau mit Dachreiter, bezeichnet mit 1639; mit Ausstattung Friedhofsummauerung, wohl nach 1807 Ehemaliger Grenzstein, Tuffsteinpfeiler mit Laternenaufsatz, wohl 17. Jahrhundert | D-1-82-120-10 | weitere Bilder                                            |
| Steindlweg (Standort)                  | Steindl-Allee, auch Kogl-Allee                            | ca. 500 Meter lange Lindenallee, 2. Hälfte 19. Jahrhundert, errichtet durch Johann Nepomuk Steindl | D-1-82-120-13 | weitere Bilder                                            |
| Tölzer Straße 1 (Standort)             | Ehemaliges Speichergebäude, jetzt Wohn- und Geschäftshaus | Zweigeschossiger Eckbau mit steilem Schopfwalm und Kastenerker, im Kern wohl 18. Jahrhundert, Umbau zum Wohnhaus 1834 | D-1-82-120-12 | Ehemaliges Speichergebäude, jetzt Wohn- und Geschäftshaus |

### Fellach
| Lage                          | Objekt                               | Beschreibung | Akten-Nr.     | Bild           |
| ----------------------------- | ------------------------------------ | --- | ------------- | -------------- |
| Fellach 3 (Standort)          | Wohnteil eines Bauernhauses          | Zweigeschossiger Blockbau mit Flachsatteldach, umlaufender Laube und Giebellaube, im Kern um 1750, Lauben Ende 19. Jahrhundert                                                     | D-1-82-120-19 | weitere Bilder |
| Fellach 7 (Standort)          | Katholische Filialkirche St. Martin  | Barocker Saalraum mit rundgeschlossenem Chor und Westturm, 1727/28; mit Ausstattung                                                                                                | D-1-82-120-18 | weitere Bilder |
| Fellach 7 (Standort)          | Bildstock                            | Tuffpfeiler mit Laternenaufsatz, um 1630 | D-1-82-120-22 | weitere Bilder |
| Forstwiesen (Standort)        | Waldkapelle, sogenannte Forstkapelle | Kleiner offener Satteldachbau, wohl 1. Hälfte 19. Jahrhundert; mit Ausstattung | D-1-82-120-23 | weitere Bilder |
| Sollacher Straße 1 (Standort) | Wohnteil des Bauernhauses            | Flachsatteldachbau mit Blockbau-Oberstock, hohem verbretterten Kniestock und traufseitigen Balusterlauben, Ende 18. Jahrhundert, Dachaufbau und Giebellaube Anfang 20. Jahrhundert | D-1-82-120-20 | weitere Bilder |
| Sollacher Straße 8 (Standort) | Wohnteil des ehemaligen Bauernhauses | Flachsatteldachbau mit Blockbau-Obergeschoss, südlicher Traufseitlaube und verschalter Giebellaube, 2. Hälfte 17. Jahrhundert                                                      | D-1-82-120-21 | weitere Bilder |

### Föching
| Lage                      | Objekt                                                             | Beschreibung | Akten-Nr.              | Bild                                                               |
| ------------------------- | ------------------------------------------------------------------ | --- | ---------------------- | ------------------------------------------------------------------ |
| Hauptstraße 13 (Standort) | Wohnteil des Bauernhauses                                          | Zweigeschossiger biedermeierlicher Flachsatteldachbau mit teilverschalter Giebellaube, 1. Hälfte 19. Jahrhundert | D-1-82-120-25          | Wohnteil des Bauernhauses                                          |
| Hauptstraße 27 (Standort) | Wohnteil des ehemaligen Bauernhauses, sogenannt Beim Unterschleher | Zweigeschossiger Flachsatteldachbau mit giebelseitigen Balusterlauben, Ende 18. Jahrhundert | D-1-82-120-26          | Wohnteil des ehemaligen Bauernhauses, sogenannt Beim Unterschleher |
| Hauptstraße 37 (Standort) | Wohnteil des ehemaligen Bauernhauses, sogenannt Beim Büchl         | Zweigeschossiger Flachsatteldachbau in Blockbauweise mit Trauf- und teilverschalter Hochlaube, 1. Hälfte 18. Jahrhundert, zum Teil modern ausgemauert                                                                                            | D-1-82-120-28          | Wohnteil des ehemaligen Bauernhauses, sogenannt Beim Büchl         |
| Kirchweg (Standort)       | Dorfbrunnen                                                        | Tiefbrunnen mit runder steinerner Einfassung, Anlage 1685, neues Gehäuse 1792, Erinnerungsstein modern | D-1-82-120-27          | Dorfbrunnen                                                        |
| Kirchweg 6 (Standort)     | Expositurhaus                                                      | Zweigeschossiger Satteldachbau mit Putzbandgliederungen, um 1800 | D-1-82-120-29          | weitere Bilder                                                     |
| Kirchweg 8, 10 (Standort) | Katholische Expositur- und Wallfahrtskirche St. Johannes Baptist   | Barocker Wandpfeilersaal mit eingezogenem Polygonalchor und Westturm, 1664–71, Turmunterbau spätgotisch, Oberteil barock, Spitzhelm Ende 19. Jahrhundert, mit Ausstattung Friedhof, 18./19. Jahrhundert Friedhofsummauerung, 18./19. Jahrhundert | D-1-82-120-24 Wikidata | weitere Bilder                                                     |

### Großhartpenning
| Lage                                        | Objekt                                        | Beschreibung | Akten-Nr.               | Bild                                          |
| ------------------------------------------- | --------------------------------------------- | --- | ----------------------- | --------------------------------------------- |
| Kleinhartpenninger Straße 28 (Standort)     | Kapelle St. Cosmas und Damian                 | Kleiner Satteldachbau mit Westturm, im Kern wohl gotisch, erweitert 1890, mit Ausstattung | D-1-82-120-35           | weitere Bilder                                |
| Moosstraße 4 (Standort)                     | Bildstock                                     | Tuffpfeiler mit Aufsatz, wohl 17. Jahrhundert | D-1-82-120-36           | weitere Bilder                                |
| Oberschön (Standort)                        | Bildstock                                     | Tuffpfeiler mit Laternenaufsatz, wohl 17. Jahrhundert | D-1-82-120-40           | Bildstock                                     |
| Tölzer Straße 105 (Standort)                | Ehemaliges Bauernhaus, sogenannt Beim Dowaldl | Zweigeschossiger Blockbau mit Flachsatteldach, umlaufender Laube und teilverschalter Giebellaube, 2. Hälfte 17. Jahrhundert, 1982 Stallteil modern ausgebaut | D-1-82-120-37           | Ehemaliges Bauernhaus, sogenannt Beim Dowaldl |
| Tölzer Straße 107 (Standort)                | Bauernhaus, sogenannt Beim Aberl              | Flachsatteldachbau mit Blockbau-Obergeschoss, umlaufender Laube und Giebellaube, 2. Hälfte 17. Jahrhundert | D-1-82-120-38           | Bauernhaus, sogenannt Beim Aberl              |
| Tölzer Straße 123 (Standort)                | Katholische Pfarrkirche Mariä Heimsuchung     | Spätgotischer Saalbau mit Polygonalchor und Westturm, Anfang 16. Jahrhundert, Turm 1734, konkave Anbindung und Helm 1804; mit Ausstattung Johanneskapelle, östlicher kleiner Zentralraum, 1734; mit Ausstattung Friedhof, wohl 18. Jahrhundert Friedhofsummauerung, wohl 18. Jahrhundert | D-1-82-120-39           | weitere Bilder                                |
| Tölzer Straße; Tölzer Straße 123 (Standort) | Steinkreuz                                    | kleines Tuffsteinkreuz, wohl 18. Jahrhundert | D-1-82-120-39 zugehörig | Steinkreuz                                    |
| Tölzer Straße 130 (Standort)                | Hauskreuz                                     | Hölzerner Kruzifix mit Mater Dolorosa mit Aussägearbeiten in hölzernem Wetterkasten, 19. Jahrhundert | D-1-82-120-73           | weitere Bilder                                |

### Marschall
| Lage                    | Objekt                               | Beschreibung | Akten-Nr.     | Bild                                 |
| ----------------------- | ------------------------------------ | --- | ------------- | ------------------------------------ |
| Marschall 49 (Standort) | Ehemaliges Kleinbauernhaus           | Zweigeschossiger Flachsatteldachbau mit Blockbau-Wohnteil und Bundwerk am Wirtschaftsteil, 2. Hälfte 17. Jahrhundert, Bundwerk spätes 18. Jahrhundert, Wohnteil teilweise modern ausgemauert | D-1-82-120-48 | Ehemaliges Kleinbauernhaus           |
| Marschall 61 (Standort) | Wohnteil des ehemaligen Bauernhauses | Flachsatteldachbau mit Blockbau-Obergeschoss, umlaufender Laube und teilverschalter Giebellaube, bezeichnet mit 1767                                                                         | D-1-82-120-50 | Wohnteil des ehemaligen Bauernhauses |
| Marschall 65 (Standort) | Ortskapelle St. Marien               | Kleiner Steildachbau mit Dachreiter, Ende 17. Jahrhundert, erneuert Ende 19. Jahrhundert; mit Ausstattung                                                                                    | D-1-82-120-47 | Ortskapelle St. Marien               |

### Roggersdorf
| Lage                                | Objekt                                  | Beschreibung | Akten-Nr.     | Bild           |
| ----------------------------------- | --------------------------------------- | --- | ------------- | -------------- |
| Holzhäuslerweg 2 (Standort)         | Bauernhaus                              | Zweigeschossiger übertüchter Blockbau mit Flachsatteldach, umlaufender Balutster- und verschalter Giebellaube, Erdgeschoss 17. Jahrhundert, Obergeschoss Ende 18. Jahrhundert | D-1-82-120-54 | Bauernhaus     |
| Roggersdorfer Straße 112 (Standort) | Katholische Filialkirche St. Margaretha | Spätromanischer flachgedeckter Saalbau mit eingezogenem Chor und Dachreiter, um 1200, Anfang 18. Jahrhundert barockisiert; mit Ausstattung                                    | D-1-82-120-56 | weitere Bilder |
| Roggersdorfer Straße 117 (Standort) | Einfirsthof                             | Zweigeschossiger historistischer Flachsatteldachbau mit durchfenstertem Kniestock, Balusterbalkonen und kurzem Querflügel, 1867 ff.                                           | D-1-82-120-57 | Einfirsthof    |

### Sufferloh
| Lage                              | Objekt                                    | Beschreibung | Akten-Nr.     | Bild           |
| --------------------------------- | ----------------------------------------- | --- | ------------- | -------------- |
| Frauenfeld (Standort)             | Feldkapelle, sogenannte Frauenbergkapelle | Kleiner barocker Steilsatteldachbau, 1. Hälfte 18. Jahrhundert; mit Ausstattung | D-1-82-120-60 | weitere Bilder |
| Hochackerweg 2 (Standort)         | Ehemaliger Einfirsthof                    | Flachsatteldachbau mit Blockbau-Obergeschoss und teilverschalter Giebellaube, 1777, Wirtschaftsteil zu Wohnzwecken ausgebaut; von Baumgarten, Gemeinde Holzkirchen 1985 transferiert | D-1-82-120-14 | weitere Bilder |
| St. Bartholomäus-Weg 3 (Standort) | Katholische Filialkirche St. Bartholomäus | Kleiner spätgotischer Wandpfeilersaal mit Dachreiter, um 1500, Dachreiter 1629; mit Ausstattung                                                                                      | D-1-82-120-58 | weitere Bilder |
| Sufferloh 9 (Standort)            | Ehemaliger Einfirsthof                    | Flachsatteldachbau mit Blockbau-Obergeschoss, traufseitiger Balusterlaube und Hakenschopf, 2. Hälfte 17. Jahrhundert                                                                 | D-1-82-120-59 | weitere Bilder |

### Thann
| Lage               | Objekt                              | Beschreibung | Akten-Nr.     | Bild           |
| ------------------ | ----------------------------------- | --- | ------------- | -------------- |
| Thann 2 (Standort) | Wohnteil des Bauernhauses           | Flachsatteldachbau mit Blockbau-Obergeschoss, Ende 18. Jahrhundert                                                                 | D-1-82-120-62 | weitere Bilder |
| Thann 3 (Standort) | Bauernhaus                          | Flachsatteldachbau mit Blockbau-Obergeschoss, traufseitigen Balusterlauben und teilverschalter Giebellaube, Ende 18. Jahrhundert   | D-1-82-120-63 | weitere Bilder |
| Thann 4 (Standort) | Katholische Filialkirche St. Ulrich | Spätgotischer Wandpfeilersaal mit eingezogenem Chor und Südturm, 16. Jahrhundert, im 17. Jahrhundert barockisiert; mit Ausstattung | D-1-82-120-61 | weitere Bilder |

### Andere Ortsteile
| Lage                                     | Objekt                                 | Beschreibung | Akten-Nr.     | Bild                          |
| ---------------------------------------- | -------------------------------------- | --- | ------------- | ----------------------------- |
| Buch Buch 1 (Standort)                   | Getreidekasten                         | In Flachsattelstadel eingebauter Blockbau, wohl 17. Jahrhundert | D-1-82-120-15 | Getreidekasten                |
| Buch Buch 2 (Standort)                   | Einfirsthof                            | Zweigeschossiger Flachsatteldachbau mit Kniestock und ausgesägten Balkonbrüstungen, 1870, Tennenkonstruktion 18. Jahrhundert                                         | D-1-82-120-16 | Einfirsthof                   |
| Erlkam In Erlkam (Standort)              | Ortskapelle                            | Kleiner Satteldachbau mit Dachreiter, im Kern 18. Jahrhundert, ausgebaut Mitte 19. Jahrhundert; mit Ausstattung                                                      | D-1-82-120-17 | Ortskapelle                   |
| Grasberg Grasberg 1 (Standort)           | Wohnteil des Bauernhauses              | Flachsatteldachbau mit Blockbau-Obergeschoss, umlaufender Baluster- und teilverschalter Giebellaube, Ende 18. Jahrhundert                                            | D-1-82-120-33 | Wohnteil des Bauernhauses     |
| Grasberg In der Flur Grasberg (Standort) | Grasbergkapelle                        | Kleiner schindelgedeckter Satteldachbau, Ende 18. Jahrhundert | D-1-82-120-34 | weitere Bilder                |
| Heignkam Heignkam 1 (Standort)           | Einfirsthof                            | Flachsatteldachbau mit Blockbau-Obergeschoss, umlaufender Laube und Giebellaube sowie Bundwerk am Wirtschaftsteil, Mitte 18. Jahrhundert, Stallteil modern ausgebaut | D-1-82-120-41 | Einfirsthof                   |
| Heignkam In der Flur Heignkam (Standort) | Weg- und Hofkapelle St. Maria          | Kleiner Satteldachbau, Mitte 18. Jahrhundert, erneuert 1907; mit Ausstattung                                                                                         | D-1-82-120-42 | Weg- und Hofkapelle St. Maria |
| Kleinfeld Thannseidl (Standort)          | Gedenkkreuz                            | Kleines barockes Tuffsteinkreuz, bezeichnet mit 1797 | D-1-82-120-64 | Gedenkkreuz                   |
| Kleinhartpenning Dorfstraße 1 (Standort) | Katholische Filialkirche St. Sebastian | Kleiner Saalbau mit eingezogenem Polygonalchor und Dachreiter, 1. Hälfte 17. Jahrhundert; mit Ausstattung                                                            | D-1-82-120-43 | weitere Bilder                |
| Leithen Leithen 1 (Standort)             | Einfirsthof                            | Flachsatteldachbau mit Blockbau-Obergeschoss im Wohn- und nordseitigen Wirtschaftsteil sowie Lauben, 2. Hälfte 17. und Ende 18. Jahrhundert                          | D-1-82-120-45 | Einfirsthof                   |
| Leitner In der Flur Leitner (Standort)   | Hofkapelle                             | Kleiner Satteldachbau, um 1850; mit Ausstattung | D-1-82-120-46 | Hofkapelle                    |
| Pelletsmühl Pelletsmühl 1 (Standort)     | Ehemaliges Bauernhaus und Mühle        | Flachsatteldachbau mit Blockbau-Obergeschoss, umlaufender Laube und seitlich verbretterter Giebellaube, bezeichnet mit 1708                                          | D-1-82-120-51 | weitere Bilder                |
| Reith Reith 1 (Standort)                 | Hofkapelle                             | Kleiner Satteldachbau mit eingezogenem Chor, Ende 18./Anfang 19. Jahrhundert; mit Ausstattung                                                                        | D-1-82-120-52 | Hofkapelle                    |
| Ried Ried 1 (Standort)                   | Bauernhaus                             | Satteldachbau mit Blockbau-Obergeschoss, Trauf- und Giebellaube, 18. Jahrhundert, Dachaufbau 19./20. Jahrhundert                                                     | D-1-82-120-53 | Bauernhaus                    |

## Ehemalige Baudenkmäler
In diesem Abschnitt sind Objekte aufgeführt, die früher einmal in der Denkmalliste eingetragen waren, jetzt aber nicht mehr. Objekte, die in anderem Zusammenhang – also z. B. als Teil eines Baudenkmals – weiter eingetragen sind, sollen hier nicht aufgeführt werden. Aktennummern in diesem Abschnitt sind ehemalige, jetzt nicht mehr gültige Aktennummern.

| Lage                                            | Objekt                            | Beschreibung | Akten-Nr.                 | Bild                              |
| ----------------------------------------------- | --------------------------------- | --- | ------------------------- | --------------------------------- |
| Holzkirchen Marktplatz (bei Nr. 21) (Standort)  | Kriegerdenkmal                    | Kriegerdenkmal Holzkirchen für die Gefallenen des Ersten und Zweiten Weltkrieges, errichtet 1923, drei Bronzetafeln listen die Namen der Gefallenen auf | D-1-82-120-?? Wikidata    | Kriegerdenkmal                    |
| Holzkirchen Münchner Straße 2 (Standort)        | Wohn- und Geschäftshaus, Bäckerei | Bäckerei, 1739, ehemals Bäcker Adam, dann Neubäck, denn Bäcker Feile, heute Bäckerei Kuhn, Wandmalerei - ersetzt Lüftlmalerei im Rokokostil - und Altan Mitte 20. Jahrhundert | D-1-82-120-8 ?? Wikidata  | Wohn- und Geschäftshaus, Bäckerei |
| Holzkirchen Münchner Straße 3 (Standort)        | Wohn- und Geschäftshaus           | Gebäude von 1884, ersetzt älteres Holzhaus mit Wirtschaftsgebäuden Stall und Stadel | D-1-82-120-?? Wikidata    | Wohn- und Geschäftshaus           |
| Holzkirchen Münchner Straße 54 (Standort)       | Wohn- und Geschäftshaus           | Gebäude im sogenannten Heimatschutzstil, 1929 | D-1-82-120-?? Wikidata    | Wohn- und Geschäftshaus           |
| Holzkirchen Münchner Straße 59 (Standort)       | Mehrparteienwohnhaus              | Villa im Gründerzeitstil, Kontrastoptik weißer Rillenputz mit Sichtbackstein-Eckrisaliten, asymmetrisch gestufte Dachlandschaft mit Spitzgiebeln und Turmgauben, Schauseite Fachwerkobergeschoss, Giebel reich verziert mit Holz-Schwibbogen, Holz-Kastenerker mit Buntglasfenstern, erbaut 1902 | D-1-82-120-?? Wikidata    | Mehrparteienwohnhaus              |
| Holzkirchen Oskar-von-Miller-Platz 4 (Standort) | Geschäftshaus, ehemaliger Stall   | Satteldachbau mit hölzerner Giebellaube, Holzaussäge-Ornamentik, im Kern 1732, Umbau zu Geschäftshaus 1910 | D-1-82-120-?? Wikidata    | Geschäftshaus, ehemaliger Stall   |
| Holzkirchen Tölzer Straße 17 (Standort)         | Handwerkerhäuschen                | Handwerkerhäuschen „Beim Mauererjackl“, flaches Satteldach, Anbauten; erbaut 1789, Fassadenbemalung 19. Jahrhundert, Altananbau 20. Jahrhundert | D-1-82-120-?? Wikidata    | Handwerkerhäuschen                |
| Baumgarten Baumgarten 1 (Standort)              | Bauernhaus                        | Einfirstanlage, Blockbau, mit Giebellaube, 1777 | D-1-82-120-13 ?? Wikidata | Bauernhaus                        |
| Föching Schmiedstraße 1 (Standort)              | Bauernhaus                        | „Beim Beernwieser“, Einfirstanlage, Wohnteil verputzter Blockbau, im Kern 18. Jahrhundert, Balkon mit Holzaussägearbeit, Fensterläden mit Jugendstilornamentik. | D-1-82-120-?? Wikidata    | Bauernhaus                        |
| Föching Am Kapellenweg (Standort)               | Wegkapelle                        | 18./19. Jahrhundert. | D-1-82-120-?? Wikidata    | weitere Bilder                    |
| Thann Thann 5 (Standort)                        | Bauernhaus                        | „Beim Moar“, stattliches dreigeschossiges Bauernhaus, 1912, Front Wohnbau. Hofstelle erstmals urkundlich genannt 1163, Vorgängerbau 17. Jahrhundert | D-1-82-120-62 ? Wikidata  | Bauernhaus                        |
| Kleinhartpenning alte Haus-Nr. 30 ()            | Bauernhaus, sogenannt „Beim Frey“ | Stattliches Bauernhaus, Laube mit Aussägearbeiten, bezeichnet mit dem Jahr 1855 | D-1-82-120-?? Wikidata    |                                   |